# Station Bandol
Station Bandol is een spoorwegstation in de Franse gemeente Bandol, gelegen aan de spoorlijn Marseille-Saint-Charles - Ventimiglia.